# Kongregationalistkyrkan

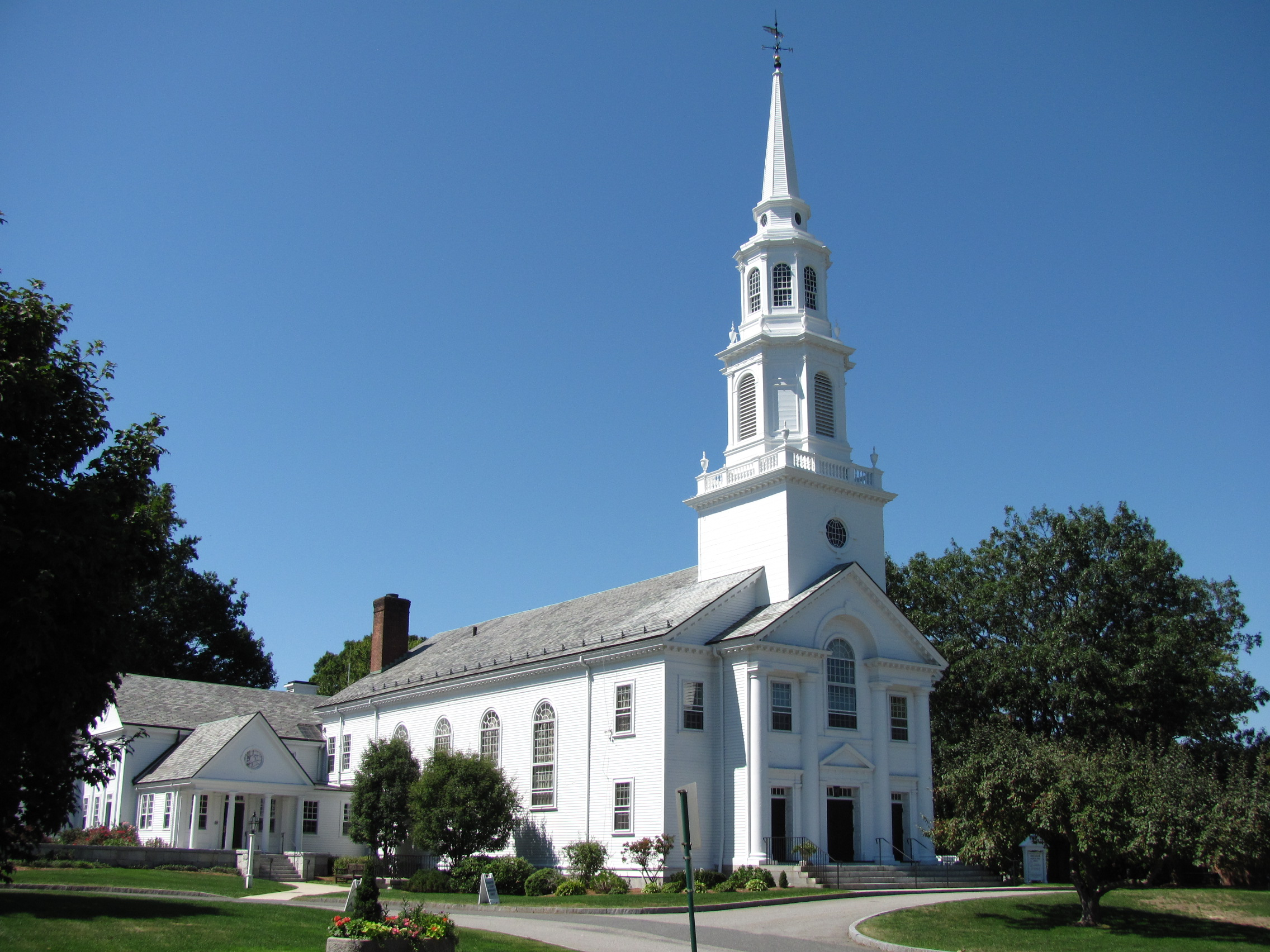
Trinitarian Congregational Church, Concord, Massachusetts; USA

Kongregationalistkyrkan, en reformert kyrkofamilj som uppstod ur den "nonkonformistiska" väckelsen i England under 1500-talet och det tidiga 1600-talet. De tidiga kongregationalisterna i England kallades "separatister" eller "independenter". Den sistnämnda engelska beteckningen används fortfarande av vissa.
Den kongregationalistiska kyrkan anses ha fått sin start i en skrift utgiven av Robert Browne 1592.  Ett annat viktigt steg i den teologiska utvecklingen för denna riktning var Cambridge Platform från 1648.
En ledande tanke är att varje församling i sig är nog för att bilda den synliga delen av kyrkan, en tanke som går tillbaka till John Wyclif och lollarderna. Den tidiga kongregationalistiska strömningen ansåg att kyrkan måste vara "ren", det vill säga att endast de återfödda kristna är värdiga att vara kyrkomedlemmar. Denna tanke leder till tanken att avvisa barndopet och endast acceptera vuxendopet.
I kolonierna i New England på 1600-talet var kongregationalisterna den ledande religiösa riktningen, och dominerade i både Massachusetts Bay och Plymouth Plantation, med ledare som John Cotton, John Owen och  Jonathan Edwards. Många av de tidiga universiteten i USA grundades av kongregationalister. Detta gäller såväl Harvard, Yale, Dartmouth, Amherst, Carleton, Grinnell, Middlebury, Oberlin, som Pomona.
Tidigt påverkade kongregationalister och presbyterianer i de amerikanska kolonierna varandras lära, och under modern tid har kongregationalisterna - som ju inte har något centralt, sammanhållande organ - tagit intryck av diverse religiösa strömningar. Den lära som existerar inom dagens kongregationalistiska församlingar är långt ifrån enhetlig.
Majoriteten av kongregationalisterna i USA ingår idag i United Church of Christ, som dock även har vissa presbyterianska inslag. I Storbritannien ingick 1972 Congregational Church in England and Wales en union med Presbyterian Church of England och bildade United Reformed Church.